# D.S.V. De Skeuvel
Drienerlose Schaatsvereniging de Skeuvel (kortweg D.S.V. de Skeuvel, de Skeuvel of Skeuvel) is een studentensportvereniging voor studenten van de Universiteit Twente en het Saxion. De Skeuvel heeft ongeveer 230 leden. De vereniging werd op 28 november 1966 opgericht. Het is daarmee de oudste studentenschaatsvereniging van Nederland.

## Vereniging
Skeuvel is een vereniging voor studenten, maar ook niet-studenten kunnen lid worden. Het bestuur van Skeuvel wisselt jaarlijks in eind-april/begin-mei van samenstelling. Het bestuur wordt door verschillende commissies bijgestaan, zoals de Ardennencommissie, Skeuveltoernooi-commissie, NSK-commissie, de Reda en de OMA (Onderhoud en Materiaal Advies).

## Trainingen
Voor de breedtesport wordt er in de winter op IJsbaan Twente twee maal per week schaatstraining, veelal door mede-studenten, verzorgd. De wedstrijdgroep van Skeuvel traint in de winter drie keer per week op het ijs. In de zomer worden er wielren-, droog-, en skeelertrainingen aangeboden. In aanloop naar de jaarlijkse Batavierenrace worden er ook hardlooptrainingen aangeboden.

## Wedstrijden
Skeuvel organiseert jaarlijks drie schaatswedstrijden: het Skeuveltoernooi, het Universiteit Twente Kampioenschap Schaatsen (UTK) en Nederlands Studenten Kampioenschap Schaatsen (NSK). Het Skeuveltoernooi is het grootste studentenschaatstoernooi in Nederland. Het vindt jaarlijks in februari plaats op IJsbaan Twente. Voor de eigen leden vindt er aan het eind van het schaatsseizoen het UTK plaats.
Buiten het schaatsseizoen doet Skeuvel jaarlijks mee met de Batavierenrace. Daarnaast organiseert Skeuvel ook de Skeuveltijdrit, voor leden en mede-studenten van de Universiteit Twente en het Saxion.

## Reizen
Tijdens Hemelvaart reist er een delegatie van zo'n 40 Skeuvelaars, zoals leden van D.S.V. de Skeuvel worden genoemd, af naar de Belgische Ardennen, om daar te fietsen. Daarnaast vindt er ook een jaarlijkse reis naar Klobenstein plaats, om daar op Arena Ritten een week lang, twee keer per dag te schaatsen.
Braga (Tilburg) · Effe Lekker Schaatsen (Delft) · ESSV Isis (Eindhoven) · Lacustris (Nijmegen) · De Skeuvel (Enschede) · A.S.S.W.S.V. SKITS (Amsterdam) · Softijs (Utrecht) · Tjas (Groningen) · IJzersterk (Wageningen) · Alcedo (Rotterdam)
A.S.S.W.S.V. SKITS (Amsterdam) · IJssportvereniging Alblasserwaard (Dordrecht) · E.S.S.V. Alcedo (Rotterdam) · IJsclub Bleiswijk (Bleiswijk) · D.S.V. De Skeuvel (Enschede) · HardrijVereniging Den Haag-Westland · (Den Haag) · IJsclub Eindhoven (Eindhoven) · Schaatsclub Gouda (Gouda) · IJsvereniging Groningen (Groningen) · HCH Heerenveen (Heerenveen) · Hengelose IJsclub (Hengelo) · IJsclub Nut & Vermaak (Leimuiden) · IJsclub Twenthe (Almelo) · 
IJssport Vereniging Leiden (Leiden) · STV Lekstreek (Krimpenerwaard) · Lissesche IJsclub (Lisse) · NSSV (Mildam) · USSV Softijs (Utrecht) · SVS Stevensbeek (Stevensbeek) · IJsvereniging Zoetermeer (Zoetermeer)